# Gregorio Pedro V Kupelian
Gregorio Pedro V Kupelian (en armenio: Գրիգոր Պետրոս Ե. Քիւբելեան, romanizado: Krikor Bedros Kupelian) (Kilis, -Bzommar, 17 de junio de 1812) fue un religioso armenio, quinto patriarca catolicós de Cilicia de los armenios y cabeza de la Iglesia católica armenia.   

## Biografía
Fue consagrado arzobispo de Adana en 1774 por el patriarca Miguel Pedro III Kasparian y realizó actividad misionera en la pequeña y gran Armenia. Tras la muerte del patriarca Basilio Pedro IV Avkadian fue elegido patriarca catolicós de Cilicia por un sínodo en Bzommar el 11 de mayo de 1788, y confirmado por la Santa Sede el 15 de septiembre de 1788. Durante su patriarcado fue llevada a término la construcción del seminario patriarcal de Bzommar (1810). Dictó el reglamento para los sacerdotes del Instituto del Clero Patriarcal de Bzommar.
Ordenó obispos para Adana (Manuel), Marash (Gregorio Djeranian) y Amasya (Jacobo Holassian). Murió el 17 de junio de 1812.
| Predecesor: Basilio Pedro IV Avkadian | Patriarca de Cilicia de los Armenios 1788 - 1812 | Sucesor: Gregorio Pedro VI Djeranian |